# Derek Tarr
Derek Tarr (East London, 15 settembre 1959) è un ex tennista sudafricano naturalizzato statunitense dal 1986.

## Carriera
In carriera ha raggiunto nel doppio la 80ª posizione della classifica ATP, mentre nel singolare ha raggiunto l'87º posto. Nei tornei del Grande Slam ha ottenuto il suo miglior risultato raggiungendo i quarti di finale di doppio all'Open di Francia nel 1982, in coppia con l'australiano Brad Guan.